# (4279) De Gasparis
(4279) De Gasparis ist ein Hauptgürtelasteroid, der am 19. November 1982 vom Observatorium San Vittore in Bologna aus entdeckt wurde.
Der Asteroid wurde nach dem italienischen Astronomen Annibale De Gasparis (1819–1892) benannt.